# Flammocharopa
Flammocharopa is een geslacht van weekdieren uit de klasse van de Gastropoda (slakken).

## Soorten
- Flammocharopa accelerata (Climo, 1970)
- Flammocharopa costulata (Hutton, 1882)
- Flammocharopa montana (Suter, 1891)